# Arc-voltaic
|  | No s'ha de confondre amb arc voltaic. |

Arc-voltaic va ser una revista catalana de poesia d'avantguarda publicada a la ciutat de Barcelona, de la qual només se'n va publicar un número que va sortir el febrer de 1918. L'autorització per a la seva publicació va ser donada a nom de Josep Maria de Sucre.

## Naixement
Arc-Voltaic va ser una revista catalana de poesia que va ser publicada l'any 1918, dirigida i redactada per Joan Salvat-Papasseit (1894 – 1924) sent la portada dissenyada pel pintor Joan Miró. La revista va ser creada amb la intenció d'expressar l'activitat literària i pictòrica de l'època.
Comptava amb 8 pàgines en total en un format de 195 x 135 mm, a més només es va publicar un sol número de la revista que va costar quaranta-cinc cèntims.

## Història
Arc-Voltaic va recollir principalment poemes de Joan Salvat-Papasseit, però també va haver-hi altres col·laboradors com ara d'Emili Eroles, Joaquim Folguera, Antoni de Ignacios, Joaquim Torres i Garcia, etc. Que van fer publicacions relacionades sobre art i literatura relacionades amb el corrent avantguardista, també va suposar una gran difusió del corrent anomenat “vibracionisme” iniciada pel pintor Rafael Barradas que es va encarregar de realitzar les il·lustracions d'Arc-Voltaic.
La revista va ser impresa al carrer Provença 204 de Barcelona on es troba la casa “d'Art”. Només es va realitzar un número que va sortir el febrer de 1918, però no es va realitzar noves publicacions i la revista es va dissoldre aquest mateix any.

## Final
Arc-Voltaic només va recollir una publicació que es va realitzar al 1918 de febrer, però no es van realitzar més publicacions i la revista va finalitzar aquest mateix any.
No se saben les raons principals per les quals només es va fer un número de la revista.

## Requadre i fitxa amb imatge representativa

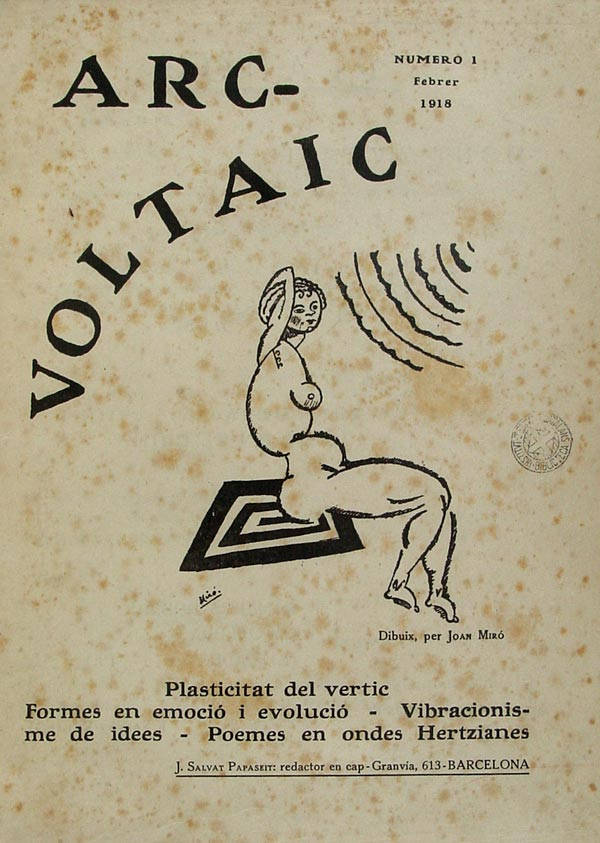
Revista Arc-Voltaic (1918)

## Relació de directors, redactors i col·laboradors
| Joan Salvat-Papasseit          | 16 maig 1894 - 7 agost 1924      |
| Joaquim Folguera i Poal        | 25 octubre 1893 - 23 febrer 1919 |
| Emili Eroles                   | 1895 - 1983                      |
| Josep María de Sucre i de Grau | 23 març 1886 - 22 novembre 1969  |
| Antoni de Ignacios             | 4 juliol 1893 - 5 febrer 1963    |
| Rafael Barradas                | 4 gener 1890 - 12 febrer 1929    |
| Joaquim Torres i García        | 28 juliol 1874 - 8 agost 1949    |
| Joan Miró i Ferrà              | 20 abril 1893 - 25 desembre 1983 |